# Mertingen
Mertingen – gmina w Niemczech, w kraju związkowym Bawaria, w rejencji Szwabia, w regionie Augsburg, w powiecie Donau-Ries. Leży około 8 km na południe od Donauwörth, przy drodze B2 i linii kolejowej Norymberga – Augsburg.

## Demografia
| Rok            | 1975 | 1980 | 1985 | 1990 | 1995 | 2000 | 2005 | 2006 |
| Liczba mieszk. | 2350 | 2806 | 2861 | 2903 | 3260 | 3675 | 3866 | 3882 |
| -------------- | ---- | ---- | ---- | ---- | ---- | ---- | ---- | ---- |

## Polityka
Rada gminy składa się z 16 osób.
|      | CSU | SPD | SPD/FB | PWG/FW | Razem |
| 2008 | 7   | –   | 5      | 4      | 16    |
| 2002 | 8   | 4   | –      | 4      | 16    |

## Oświata
W gminie znajduje się przedszkole (120 miejsc) oraz szkoła podstawowa (222 uczniów).

## Gospodarka
W gminie znajdują się m.in. fabryki: Zott i Fendt Caravan (przyczepy kempingowe).